# Time Further Out
Time Further Out è un album in studio del gruppo musicale statunitense The Dave Brubeck Quartet, pubblicato nel 1961.

## Descrizione
Le tracce dell'album sono ordinate per tempo. Il primo e il secondo brano, It's a Raggy Waltz e Bluette, sono in 3/4; il terzo brano, Charles Matthew Hallelujah, è in 4/4; Far More Blue e Far More Drums sono in 5/4; Maori Blues è in 6/4; Unsquare Dance in 7/4; Bru's Boogie Woogie è invece in 8/8 e, per concludere, Blue Shadows in the Street è in 9/8.
L'album ha raggiunto l'8ª posizione nella classifica redatta da Billboard 200, mentre il brano Unsquare Dance è arrivato alla 74ª posizione nella Billboard Hot 100. In copertina è presente un quadro di Joan Miró.

## Tracce
LP 1961
Tutti i brani sono stati composti da Dave Brubeck.
1. "It's a Raggy Waltz" – 5:12
2. "Bluette" – 5:21
3. "Charles Matthew Hallelujah" – 2:52
4. "Far More Blue" – 4:38
5. "Far More Drums" – 4:00
6. "Maori Blues" – 3:54
7. "Unsquare Dance" – 2:00
8. "Bru's Boogie Woogie" – 2:28
9. "Blue Shadows in the Street" – 6:35

Ristampa rimasterizzata, 1996
1. "It's a Raggy Waltz" – 5:12
2. "Bluette" – 5:21
3. "Charles Matthew Hallelujah" – 2:52
4. "Far More Blue" – 4:38
5. "Far More Drums" – 4:00
6. "Maori Blues" – 3:54
7. "Unsquare Dance" – 2:00
8. "Bru's Boogie Woogie" – 2:28
9. "Blue Shadows in the Street" – 6:35
10. "Slow and Easy (A.K.A. Lawless Mike)" – 3:29
11. "It's a Raggy Waltz" (registrato nel 1963 al Carnegie Hall) – 6:37